# مقاطعة ستارك (أوهايو)
مقاطعة ستارك (بالإنجليزية: Stark County)‏ هي إحدى مقاطعات ولاية أوهايو في الولايات المتحدة الأمريكية.